# حوزه انتخابیه دهم آلاباما
حوزه انتخابیه دهم آلاباما یک حوزه انتخابیه مجلس نمایندگان آمریکا است که در ایالت آلاباما قرار دارد.